# Harare
Harare (/həˈrɑːreɪ/; tên gọi chính thức là Salisbury cho đến năm 1982) là thủ đô của Zimbabwe. Đây là nơi đặt trụ sở chính phủ và thành phố lớn nhất của quốc gia, với dân số ước tính đạt 1.606.000 (2009). Thành phố cũng là trung tâm tài chính, thương nghiệp, và truyền thông dẫn đầu của Zimbabwe. Harare nằm trên độ cao 1483 mét (4865 feet), có khí hậu ôn đới ấm.

## Lịch sử
Một lực lượng tình nguyện viên quân sự của những người định cư da trắng do Cecil Rhodes tổ chức mang tên Pioneer Column thành lập thành phố vào ngày 12 tháng 9 năm 1890, khi đó có vị thế là một pháo đài. Ban đầu, họ đặt tên cho thành phố là Pháo đài Salisbury theo Thủ tướng Anh Quốc đương thời là Đệ tam hầu tước Robert Gascoyne-Cecil xứ Salisbury, sau đó rút gọn còn Salisbury. Câu lạc bộ Polo Salisbury được thành lập vào năm 1896. Khu vực được tuyên bố là một đô thị vào năm 1897 và trở thành một thành phố vào năm 1935.
Khi thành lập thành phố, khu vực thoát nước kém và phát triển sớm nhất là trên vùng đất dốc dọc theo bờ tả của một dòng chảy mà nay là một tuyến đường. Khu vực đầu tiên được tiêu nước hoàn toàn nằm gần đầu nguồn của dòng chảy và được đặt tên là Causeway. Khu vực này là nơi có nhiều tòa nhà chính phủ tối quan trọng, trong đó có tòa nhà Hạ viện và Văn phòng Thủ tướng.
Salisbury là thủ đô của Liên bang Rhodesia và Nyasaland từ năm 1953 đến năm 1963. Sau thời điểm đó, nó là thủ đô của Nam Rhodesia. Chính phủ của Ian Smith tuyên bố Rhodesia độc lập từ Anh Quốc vào ngày 11 tháng 11 năm 1965, và tuyên bố nước Cộng hòa Rhodesia vào năm 1970. Đến năm 1980, quốc gia này được quốc tế công nhận độc lập với tên gọi là nước Cộng hòa Zimbabwe.
Tên gọi thành phố được đổi sang Harare vào ngày 18 tháng 4 năm 1982, nhân dịp kỷ niệm hai năm Zimbabwe độc lập, lấy theo tên của ngôi làng nằm gần Harare Kopje của tù trưởng Shona Neharawa. Trước khi độc lập, "Harare" là tên gọi của khu vực dân cư da đen mà nay gọi là Mbare.
Vào đầu thế kỷ 21, Harare chịu ảnh hưởng tiêu cực từ khủng hoàng chính trị và kinh tế trên toàn Zimbabwe. Economist Intelligence Unit xếp Harare là thành phố khó sống nhất trên thế giới trong số 140 được khảo sát vào tháng 2 năm 2011, thành phố đứng ở hạng 137/140 trong tháng 8 năm 2012.

## Địa lý
Thành phố nằm trên một trong những phần cao của cao nguyên Highveld tại Zimbabwe, với cao độ 1483 mét (4865 feet). Cảnh quan ban đầu được mô tả là "đất xanh."
Harare có khí hậu cao nguyên cận nhiệt đới (Köppen Cwb). Nhiệt độ trung bình năm là 17,95 °C (64,3 °F), khá thấp đối với vùng nhiệt đới, và điều này là do cao độ lớn và một luồng khí mát thường thổi đến từ hướng đông nam. Thành phố có ba mùa chính: một mùa ấm và mưa kéo dài từ tháng 11 đến tháng 3/4; một mùa mát và khô kéo dài từ tháng 5 đến tháng 8; và một mùa nóng và khô trong tháng 9/10. Nhiệt độ hàng ngày dao động từ 7–22 °C (45–72 °F) trong tháng 7, khoảng 15–29 °C (59–84 °F) trong tháng 10 và khoảng 16–26 °C (61–79 °F) trong tháng 1. Lượng mưa trung bình năm là 825 mm (32,5 in) tại đông nam, tăng lên 855 mm (33,7 in) tại vùng cao hơn tại đông bắc. Thông thường có rất ít mưa rơi trong giai đoạn từ tháng 5 đến tháng 9. Lượng mưa biến đổi lớn giữa các năm và theo chu kỳ mưa và khô từ 7 đến 10 năm.
| Dữ liệu khí hậu của Harare                                                       | Dữ liệu khí hậu của Harare | Dữ liệu khí hậu của Harare | Dữ liệu khí hậu của Harare | Dữ liệu khí hậu của Harare | Dữ liệu khí hậu của Harare | Dữ liệu khí hậu của Harare | Dữ liệu khí hậu của Harare | Dữ liệu khí hậu của Harare | Dữ liệu khí hậu của Harare | Dữ liệu khí hậu của Harare | Dữ liệu khí hậu của Harare | Dữ liệu khí hậu của Harare | Dữ liệu khí hậu của Harare |
| Tháng                                                                            | 1                          | 2                          | 3                          | 4                          | 5                          | 6                          | 7                          | 8                          | 9                          | 10                         | 11                         | 12                         | Năm                        |
| -------------------------------------------------------------------------------- | -------------------------- | -------------------------- | -------------------------- | -------------------------- | -------------------------- | -------------------------- | -------------------------- | -------------------------- | -------------------------- | -------------------------- | -------------------------- | -------------------------- | -------------------------- |
| Cao kỉ lục °C (°F)                                                               | 32 (90)                    | 31 (88)                    | 30 (86)                    | 32 (90)                    | 28 (82)                    | 26 (79)                    | 28 (82)                    | 31 (88)                    | 33 (91)                    | 34 (93)                    | 35 (95)                    | 33 (91)                    | 35 (95)                    |
| Trung bình ngày tối đa °C (°F)                                                   | 26.2 (79.2)                | 26 (79)                    | 26.2 (79.2)                | 25.6 (78.1)                | 23.8 (74.8)                | 21.8 (71.2)                | 21.6 (70.9)                | 24.1 (75.4)                | 28.4 (83.1)                | 28.8 (83.8)                | 27.6 (81.7)                | 26.3 (79.3)                | 25.5 (78.0)                |
| Trung bình ngày °C (°F)                                                          | 21 (70)                    | 20.9 (69.6)                | 20.4 (68.7)                | 19.1 (66.4)                | 16.6 (61.9)                | 14.3 (57.7)                | 14.1 (57.4)                | 16.3 (61.3)                | 20.1 (68.2)                | 21.7 (71.1)                | 21.6 (70.9)                | 21.1 (70.0)                | 18.9 (66.1)                |
| Tối thiểu trung bình ngày °C (°F)                                                | 15.8 (60.4)                | 15.7 (60.3)                | 14.5 (58.1)                | 12.5 (54.5)                | 9.3 (48.7)                 | 6.8 (44.2)                 | 6.5 (43.7)                 | 8.5 (47.3)                 | 11.7 (53.1)                | 14.5 (58.1)                | 15.5 (59.9)                | 15.8 (60.4)                | 12.3 (54.1)                |
| Thấp kỉ lục °C (°F)                                                              | 8 (46)                     | 9 (48)                     | 8 (46)                     | 6 (43)                     | 2 (36)                     | 0 (32)                     | 0 (32)                     | 1 (34)                     | 3 (37)                     | 7 (45)                     | 8 (46)                     | 9 (48)                     | 0 (32)                     |
| Lượng Giáng thủy trung bình mm (inches)                                          | 190.8 (7.51)               | 176.3 (6.94)               | 99.1 (3.90)                | 37.2 (1.46)                | 7.4 (0.29)                 | 1.8 (0.07)                 | 2.3 (0.09)                 | 2.9 (0.11)                 | 6.5 (0.26)                 | 40.4 (1.59)                | 93.2 (3.67)                | 182.7 (7.19)               | 840.6 (33.08)              |
| Số ngày giáng thủy trung bình                                                    | 17                         | 14                         | 10                         | 5                          | 2                          | 1                          | 0                          | 1                          | 1                          | 5                          | 10                         | 16                         | 82                         |
| Độ ẩm tương đối trung bình (%)                                                   | 72.5                       | 72.4                       | 72.8                       | 66.4                       | 58.9                       | 58.2                       | 56.1                       | 49                         | 43.5                       | 48.1                       | 59.4                       | 72                         | 60.8                       |
| Số giờ nắng trung bình tháng                                                     | 217                        | 192.1                      | 232.5                      | 249                        | 269.7                      | 264                        | 279                        | 300.7                      | 294                        | 285.2                      | 231                        | 198.4                      | 3.012,6                    |
| Nguồn 1: Tổ chức Khí tượng Thế giới,Đài Thiên văn Hong Kong (giờ nắng 1961–1990) |                            |                            |                            |                            |                            |                            |                            |                            |                            |                            |                            |                            |                            |
| Nguồn 2: BBC Weather, Climatebase.ru (humidity)                                  |                            |                            |                            |                            |                            |                            |                            |                            |                            |                            |                            |                            |                            |

## Tổ chức sự kiện
Harare là nơi tổ chức một số hội nghị thượng đỉnh quốc tế như Hội nghị thượng đỉnh lần thứ 8 của Phong trào không liên kết (6 tháng 9 năm 1986) và Hội nghị người đứng đầu chính phủ Thịnh vượng chung năm 1991. Hội nghị sản sinh Tuyên bố Harare, đề cập đến tư cách thành viên của Thịnh vượng chung. Năm 1998, Harare là thành phố đăng cai cuộc họp lần thứ 8 của Hội đồng thế giới các giáo hội.
Năm 1995, Harare tổ chức hầu hết Đại hội thể thao toàn châu Phi lần thứ 6, đồng tổ chức các sự kiện với các thành phố khác trong nước như Bulawayo và Chitungwiza. Đây là nơi tổ chức một số trận đấu trong Giải vô địch cricket thế giới năm 2003, vốn do Kenya, Nam Phi và Zimbabwe đồng tổ chức.

## Giao thông
Hệ thống giao thông công cộng trong giới hạn thành phố gồm cả các hoạt động công và tư. Trong lĩnh vực công có hãng xe buýt ZUPCO và dịch vụ đường sắt đô thị của Đường sắt quốc gia Zimbabwe. Giao thông khu vực tư nhân có các ô tô con liên hiệp được cấp phép, có biệt danh là emergency taxis cho đến giữa thập niên 1990, khi chúng bị thay thế bằng các xe buýt và xe bút nhỏ được cấp phép, được gọi chính thức là commuter omnibuses.
Đường sắt quốc gia Zimbabwe điều hành một dịch vụ tàu qua đêm hàng ngày chạy từ Harare đến Mutare và một dịch vụ khác chạy từ Harare đến Bulawayo. Harare có liên kết bằng các dịch vụ xe bút đường dài đến hầu hết các nơi tại Zimbabwe.
Sân bay quốc tế Harare là sân bay lớn nhất tại Zimbabwe.

## Thể thao
Cricket là môn thể thao phổ biến nhất đối với nhân dân Harare. Harare có câu lạc bộ thể thao Harare. Thành phố tổ chức nhiều cuộc thi đấu cricket kiểu Test và One Day. Thành phố có các câu lạc bộ bóng đá Dynamos F.C. và Black Rhinos F.C..

## Thông tin
Truyền thông xuất bản tại Harare có Herald, Financial Gazette, Zimbabwe Independent, Standard, NewsDay,H-Metro, Daily News và Kwayedza. Có sự bùng nổ về phương tiện truyền thông trực tuyến, như ZimOnline, ZimDaily, Guardian, NewZimbabwe, Times, Harare Tribune, Zimbabwe Metro, The Zimbabwean, The Zimbabwe Mail. Chính phủ kiểm soát toàn bộ truyền thông điện tử.

## Thành phố kết nghĩa
- Kazan, Nga
- Nottingham, Anh Quốc[16]
- München, Đức
- Prato, Ý
- Lago, Ý